# Duranillin
Duranillin är en ort i Australien. Den ligger i kommunen West Arthur och delstaten Western Australia, omkring 200 kilometer sydost om delstatshuvudstaden Perth. Antalet invånare är 190.
Trakten runt Duranillin är nära nog obefolkad, med mindre än två invånare per kvadratkilometer.. Det finns inga andra samhällen i närheten.
Trakten runt Duranillin består till största delen av jordbruksmark. Genomsnittlig årsnederbörd är 739 millimeter. Den regnigaste månaden är september, med i genomsnitt 141 mm nederbörd, och den torraste är februari, med 7 mm nederbörd.